# Eupanacra psaltria
Eupanacra psaltria is een vlinder uit de familie van de pijlstaarten (Sphingidae). De wetenschappelijke naam van de soort werd in 1923 gepubliceerd door Heinrich Ernst Karl Jordan.